# Fladerer Bay
Die Fladerer Bay ist eine 10 km breite und 24 km lange Bucht an der Bryan-Küste des westantarktischen Ellsworthlands. Sie liegt zwischen der Wirth- und der Rydberg-Halbinsel.
Der United States Geological Survey kartierte sie anhand eigener Vermessungen und mithilfe von Luftaufnahmen der United States Navy zwischen 1961 und 1966. Das Advisory Committee on Antarctic Names benannte sie 1968 nach George W. Fladerer (1919–1995), Kommandant des Eisbrechers USNS Eltanin, der im Rahmen des United States Antarctic Research Program bei der Erkundung des Südlichen Ozeans zum Einsatz kam.